# 로더릭 매키넌
로더릭 매키넌(영어: Roderick MacKinnon, 1956년 2월 19일 ~ )은 미국의 분자생물학자, 생물리학자이다. 2003년에 세포막상의 이온 채널을 발견한 공로로 피터 아그레와 함께 노벨 화학상을 수상했다.

## 수상 경력
- 1997년 : 뉴콤 클리브랜드상
- 1999년 : 앨버트 래스커 기초 의학 연구상
- 1999년 : 로젠스틸상
- 2001년 : 가드너 국제상
- 2003년 : 노벨 화학상
- 2003년 : 루이자 그로스 호르위츠상

## 회원
- 2000년 : 전미 과학 아카데미